# Sam Fraser
Sam Fraser, född 17 maj 1998, är en australisk skådespelare som spelade Damon Henson, Allys yngre bror, i Kompisar på nätet. Han spelade även rollen som Suzuki (Zuke) Haddon i den första säsongen av Fångad.